# محمد عتبی
ابونصر محمدبن عبدالجبار عُتبی نویسنده ای برجسته است.از آثار این نویسنده برجسته تاریخ یمینی را می‌توان نام برد که شهرت فراوانی دارد.